# Honnegowdanahalli, Gundlupet
Honnegowdanahalli là một làng thuộc tehsil Gundlupet, huyện Chamarajanagar, bang Karnataka, Ấn Độ.